# Land- und Stadtgericht Tilsit

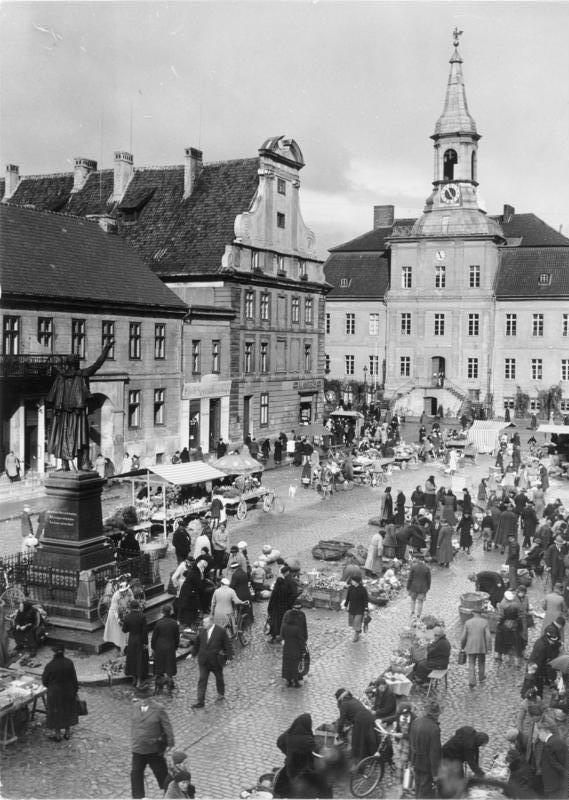
Rathaus von Tilsit, Sitz des Gerichtes

Das Land- und Stadtgericht Tilsit war von 1838 bis 1849 ein preußisches Land- und Stadtgericht mit Sitz in Tilsit.

## Geschichte

### Stadtgericht Tilsit
Herzog Albrecht verlieh Tilsit 1552 das Stadtrecht, damit verbunden war die städtische Gerichtsbarkeit. Das Stadtgericht Tilsit war dem Hofgericht Insterburg und ab 1808 dem Oberlandesgericht Insterburg nachgeordnet.
1837 umfasste der Gerichtsbezirk die Stadt Tilsit mit 10.078 Gerichtseingesessenen und die Ortschaften Preußen und Kallkappen mit zusammen 1101 Gerichtseingesessenen (zusammen also 11.179 Gerichtseingesessene). Am Gericht waren ein Direktor, zwei Richter und zwölf weitere Mitarbeiter beschäftigt. Das Gericht hatte seinen Sitz im Rathaus.

### Landgericht Tilsit
1830 entstand das Landgericht Tilsit aus dem Amtsgericht Heinrichswalde. Sein Sprengel umfasste die Ämter Heinrichswalde und Linkuhnen.
1837 umfasste der Gerichtsbezirk 172 Ortschaften mit zusammen 21.609 Gerichtseingesessenen. Am Gericht waren ein Direktor, drei Richter und zehn weitere Mitarbeiter beschäftigt. Sitz war Tilsit, in Heinrichswalde bestand eine Gerichtskommission.

### Land- und Stadtgericht Tilsit
Das Land- und Stadtgericht Tilsit wurde mit Kabinetts-Ordre vom 22. August 1838 aus dem Stadtgericht Tilsit, dem Kreisjustizamt Ballgarden, dem Justizamt Winge und dem Landgericht Tilsit gebildet. Es war ein Gericht 1. Klasse im Sprengel des Oberlandesgerichts Insterburg. 
Nach der Zusammenlegung umfasste der Gerichtsbezirk die Stadt Tilsit und die Kirchspiele Coadjuthen, Heinrichswalde, Neukirch, Piktupönen, Plaschken, Tilsit und Willkischken mit zusammen 58.314 Gerichtseingesessenen. Am Gericht waren ein Direktor, zwölf Richter und 24 weitere Mitarbeiter beschäftigt. Sitz war Tilsit, in Heinrichswalde bestand eine Gerichtskommission.
Nach der Märzrevolution wurden 1849 einheitlich Kreisgerichte gebildet. In Tilsit entstand das Kreisgericht Tilsit.

## Richter
- Jodocus Temme (1844–1848 Direktor des Land- und Stadtgerichts Tilsit)